# Gabriele Clonisch
Gabriele Clonisch (* 11. Juni 1947 in Oberbayern), auch bekannt unter den Künstlernamen Gabriele und Susi Ball, ist eine ehemalige deutsche Schlagersängerin und ein Kinderstar.

## Leben
Sie wuchs im oberbayerischen Kochel am See mit ihren drei älteren Brüdern auf, begann nach vielen beklatschten Gesangseinlagen bei Festlichkeiten mit zehn Jahren ambitioniert zu singen und machte ihre ersten Aufnahmen auf dem Diktiergerät ihres Vaters, eines Geschäftsmannes. Der Wiener Musikproduzent der Polydor, Gerhard Mendelson, wurde durch Karl Michalsky, den Vater Clonisch im Bayerischen Rundfunk aufgesucht hatte, auf sie aufmerksam gemacht und versuchte sie nach dem Muster der inzwischen zum Teenager herangewachsenen Cornelia Froboess als neuen Kinderstar zu entwickeln. Unter anderem produzierte er mit ihr den Rock-’n’-Roll-Titel Schokoladeneis, der in den Hitparaden landete und über 250.000 mal verkauft wurde. 1959 war Gabriele zum Leidwesen der Beamten des Münchener Kultusministeriums mit Unterbrechungen ganzjährig unterwegs: zehn Tage Deutsches Theater München, anschließend eine Woche Mannheim und Basel, in der Osterzeit eine Tour mit Conny, im Juli eine Bädertournee, danach Berliner Waldbühne sowie das noch fassungsgrößere Olympiastadion Berlin und schließlich am Jahresende die Teilnahme an der wegen der „Halbstarken-Schlachten“ berüchtigten Rock-’n’-Roll-Tournee. Im selben Jahr sang die damals 12-Jährige mit Louis Armstrong das deutsch-englische Duett Uncle Satchmo’s Lullaby, das auch im Film La Paloma von Paul Martin erschien. Es folgten weitere Filmproduktionen, Funk- und Fernsehauftritte, unter anderem mit Fredy Brock, und eine Tournee mit Max Greger. Ende 1961 erschienen Titel mit ihr erneut in den Hitparaden. 1963 machte sie die letzten Plattenaufnahmen unter dem Künstlernamen „Susi Ball“. Danach zog sie sich aus der Öffentlichkeit zurück.
Neben ihrer Arbeit als Sängerin trainierte sie Eiskunstlauf. Nach dem Schulabschluss studierte sie Sprachen, heiratete und lebt heute in Italien.

## Bekannte Hits
Unter „Gabriele“

Single Onkel Satchmo’s Lullaby im Duett mit Louis Armstrong, 1959

- Vielleicht in 3,4,5,6 Jahren – Hirtenblues  (Polydor 23751 *1958*)
- Sie hat's gut – Schokoladen-Eis  (Polydor 23816 *1958*)
- Fridolin, der Spatz – Daddy  (Polydor 23858 *1958*)
- Was ist mehr wert – Mutti's neuer Sonntagshut  (Polydor 23977 *1959*)
- Onkel Satchmo's Lullaby – Glocken der Nacht (Polydor 24034 *1959*) A-Seite mit „Louis Armstrong“ /B-Seite mit „Die Montecarlos“
- Der unheimliche Zotty – Sombrero (Polydor 24126 *1959*)
- Ich möcht so gerne in Texas sein – Die kleine Dackel-Story  (Polydor 24300 *1960*)
- Die ersten Rosen – Braunes Pony  (Polydor 24699 *1962*)
- Tommy-Tommy-Tom – Ich steh' an meinem Fenster und träume  (Polydor 24728 *1962*)

Unter „Susi Ball“
- Wunderschön ist so ein Rendezvous – Wenn man jung und 17 ist  (Polydor 52144 *1963*)
- Hey, Mister Moon – Halt, lieber Peter  (Polydor 52187 *1963*)
- Märchenprinz und Märchenfee – Seventeen (Polydor 52251 *1964*)

## Filmrollen
- 1958: Mein Schatz ist aus Tirol
- 1959: La Paloma
- 1960: Marina
- 1962: Die türkischen Gurken